# スパッド A.2
 SPAD A.2
- 用途：戦闘機
- 設計者： ルイ・ベシュロー
- 製造者： スパッド社
- 運用者** フランス空軍
  -  ロシア帝国
- 初飛行：1915年5月
- 生産数：99 機
- 運用状況：退役

SPAD A.2（SA.2、A-2、A2とも）は、1915年製のフランスの牽引式複葉機で、軍用機としてはスパッド社の初の生産機である。第一次世界大戦初期、フランス軍、ロシア軍で、戦闘・偵察任務に若干が使用された。

## 設計と開発
スパッド社の主任設計士、ルイ・ベシュローが手掛けた初の軍用機が、スパッド A.1原型機である。初期の航空戦の経験により、前方に向けて機銃を搭載するのが望ましいことはすでに判明していたが、プロペラ回転圏内から発射可能な機銃同調装置はまだ実用化されておらず、さまざまなメーカーにより、いくつかの解決策が試行されていた。牽引式の場合、プロペラの裏側に弾丸をはじくくさびを取り付ける、機体を推進式にしてエンジンとプロペラをコクピットの後方に置く、などがその例だが、ベシュローがA.1で試みたものは、かなり複雑な手段と言えた。
A.1はオーソドックスな牽引式の機体だが、通常位置の操縦席に加えて、プロペラの前方に流線型のナセルを取り付け、ここに銃手兼偵察員席を配置したのである。これは牽引式と推進式の利点を折衷した方式であった。偵察員は前方に向け、何にも遮られない射界と視界を得ることができたが、一方で、（特に着陸時に）パイロットの視界を著しく妨げ、パイロットと偵察員の連絡をほとんど不可能にし、しかも偵察員はすぐ後方に回転するプロペラを背負う危険に常にさらされることになった。特に尾輪（尾橇）式航空機では荒い着陸で逆立ちすることがしばしばあり、その場合、偵察員はエンジンに押しつぶされることになった。イギリスでは、同様の理由で推進式の機体は作られなくなった。
「説教壇」と呼ばれた前方ナセルには、鋼管製機銃架に、可動式にルイス機関銃が装着された。ナセルの両側面後方にはエアインテイクがあり、ナセルでほとんど覆われてしまっている80馬力ル・ローン9C ロータリーエンジンに、若干でも空気が当たるようにされていた。また、エンジン整備やスタート時のため、ナセルは上部のロックを外すと、下側のヒンジで前下方に倒せるようになっていた。偵察員席後方には、偵察員がプロペラと接触しないよう、光背状のガードが付けられていた。
この特異な仕組みを別にすれば、A.1はごく一般的な、木製骨組み・布張り構造の機体であった。複葉の主翼は1張間だが、飛行中、長い張り線が過度に振動するのを防ぐため、中間に張り線支持用の補助支柱が一対設けられていた。このため、一見 2張間であるかのような外観となった。胴体は優れた設計で頑丈であったと言われる。A.1は1915年5月に初飛行し、最高速度は153km/hであった。
A.1は生産されなかったが、その小改良型がA.2の名称で生産された。A.2は99機が生産され、うち本国フランスが42機で、ロシアに57機が送られた。ただし、プロペラ効率は前方のナセルの存在で著しく阻害され、飛行特性はなお不満足なもので、さらに前記のさまざまな欠点から、乗員には不評だった。このように、決して成功作とは言えない機体ではあったが、この設計はベシュローとその設計チームに貴重な経験をもたらした。特に1張間の主翼に張り線支持用補助支柱を配する手法は、ベシュローがその後設計した傑作戦闘機スパッド VII にも引き継がれた。

## バリエーション
スパッド A.3
副操縦装置を持ったA.2の練習機型。試作のみ。
スパッド A.4
A.2と同様の機体に 110馬力 ル・ローン9J を搭載した改良型。11機が製作され、10機はロシアに送られた。
スパッド A.5
この形式の機体の最後のもので、1916年の軍の評価会用に製作。ルノー 8Fg エンジン搭載。試作のみ。

## 戦歴
本国フランスでのスパッド A.2の戦歴は短く不運なものでしかなかった。乗員には不評で、機銃同調装置の実用化によりA.2の仕組みが時代遅れになると、たちまち新機種に代替された。その使用状況については、僅かしか伝わっていない。
もうひとつのユーザーであるロシア帝国航空隊は、フランスよりもずっと長期に渡って本機を使用したが、それは作戦機が常に不足していたためだった。冬季の作戦では、車輪を橇に交換して使用した。フランス同様、ロシアでも使用状況はあまりよくわからないが、本機での撃墜例が1件知られている。1916年11月25日、パイロット：カルポフ、偵察員：ブラトリュボヴィムのペアは、ヴルカ村近辺でドイツ機を撃墜したとされる。

## 使用国
- フランス
- ロシア帝国

## スペック
- 翼幅：9.55 m
- 全長：7.30 m
- 全高：2.65 m
- 翼面積：24.56 m2
- 空虚重量：435 kg
- 全備重量：735 kg
- 発動機：ル・ローン 9C ×1
- 出力：80 馬力
- 最高速度：153 km/h
- 航続距離：300 km
- 飛行上限高度：4300 m
- 上昇率：2000m/12分30秒
- 乗員：2 名
- 武装：ルイス機関銃 ×1